# Brasilers a Angola
Els brasilers a Angola formen una comunitat petita però reconeixible, consistent d'immigrants i expatriats de Brasil. Segons estimacions de 2007 hi havia 20.000 brasilers residint a Angola, principalment treballant per a empreses de construcció, minaires i agronegocis.
Amb la formació de la CPLP (Comunitat de Països de Llengua Portuguesa), en 1996 hi va haver un augment de la immigració del Brasil a Angola. Molts d'ells són considerats brasilers blancs a la recerca d'inversions econòmiques al país que està encara poc desenvolupat.
Segons l'"Associação de Empresas Brasileiras em Angola" la presència d'empreses brasileres a Angola s'ha expandit amb l'augment fel comerç. El nombre d'empreses brasileres a Angola ha augmentat un 70 per cent en els últims anys des de 2002. Les empreses es dediquen principalment a les obres públiques, les vendes de materials de construcció, disseny de projectes, béns arrels i alimentació. Els brasilers estan començant a integrar-se en un país que, malgrat els llaços històrics i lingüístics, era un virtual desconegut fins fa poc més d'una dècada. Els 5.000 els brasilers registrats a Angola viuen i treballen a les províncies de Cabinda, Lunda-Nord i Malanje, així com a la capital, Luanda.